# 报春花

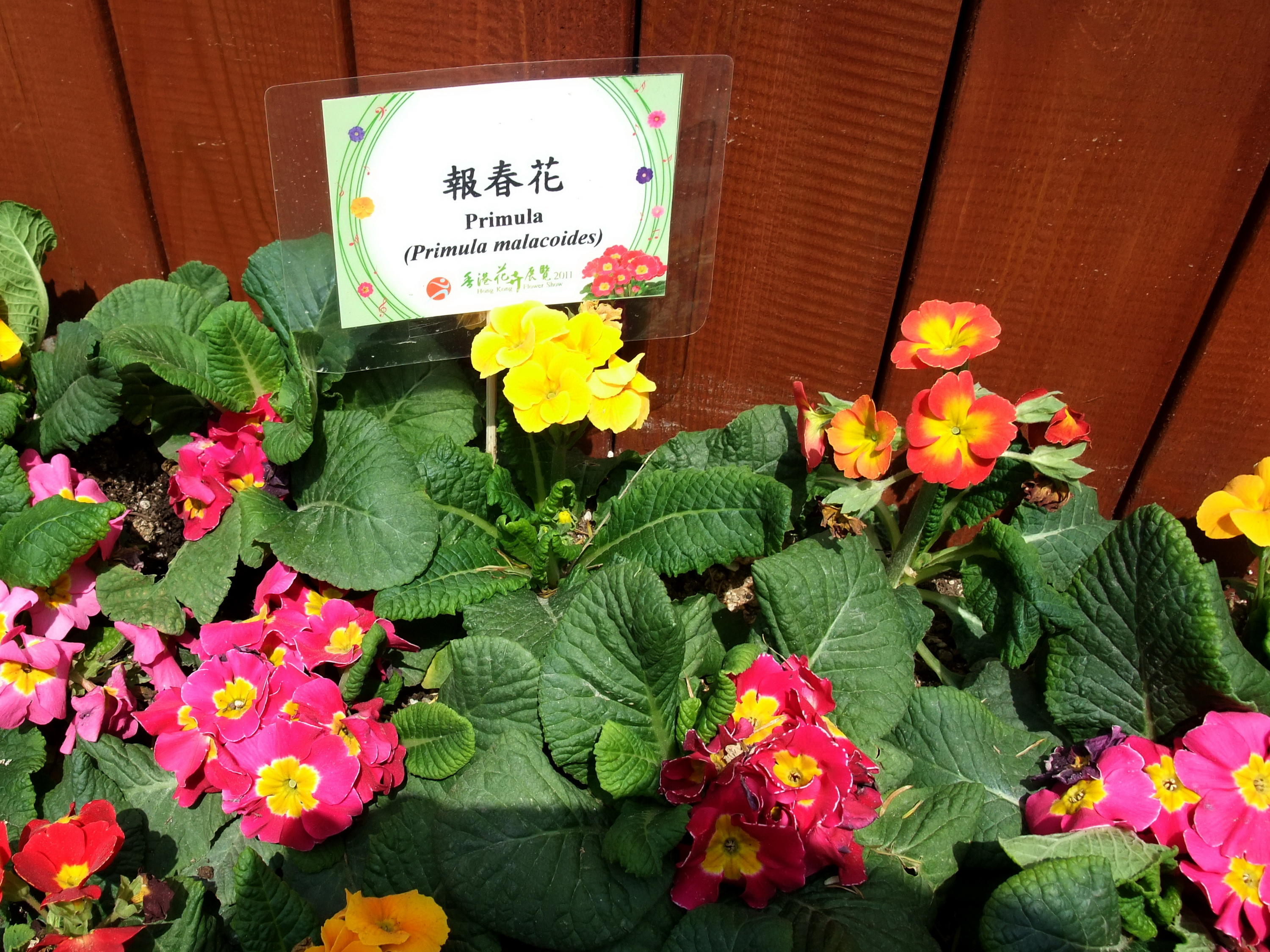
報春花

报春花（學名：Primula malacoides）又名樱花草，是报春花科报春花属的植物。多生长于荒野、田边，原产中国的云南、贵州，各地栽培，颇具观赏性。
報春花適宜盆栽，某些品種可在較溫暖的地區栽種於岩石園或花壇，少數較大型的品種，還可作砌花用。

## 形态
一年生草本。叶基生，长卵形，顶端圆钝，基部楔形或心形，边缘有不整齐具细锯齿状的缺裂；秋季开花，花为碟状，淡紫色或红色；伞状花序2-4轮，球形蒴果。

## 資料來源
1. ↑  . 香港政府新聞網. 2011-03-10  [2011-03-18]. （原始内容存档于2018-09-29）.

## 延伸阅读
[在维基数据编辑]
 《植物名實圖考·報春花》，出自吳其濬《植物名實圖考》